# Marian de Forest

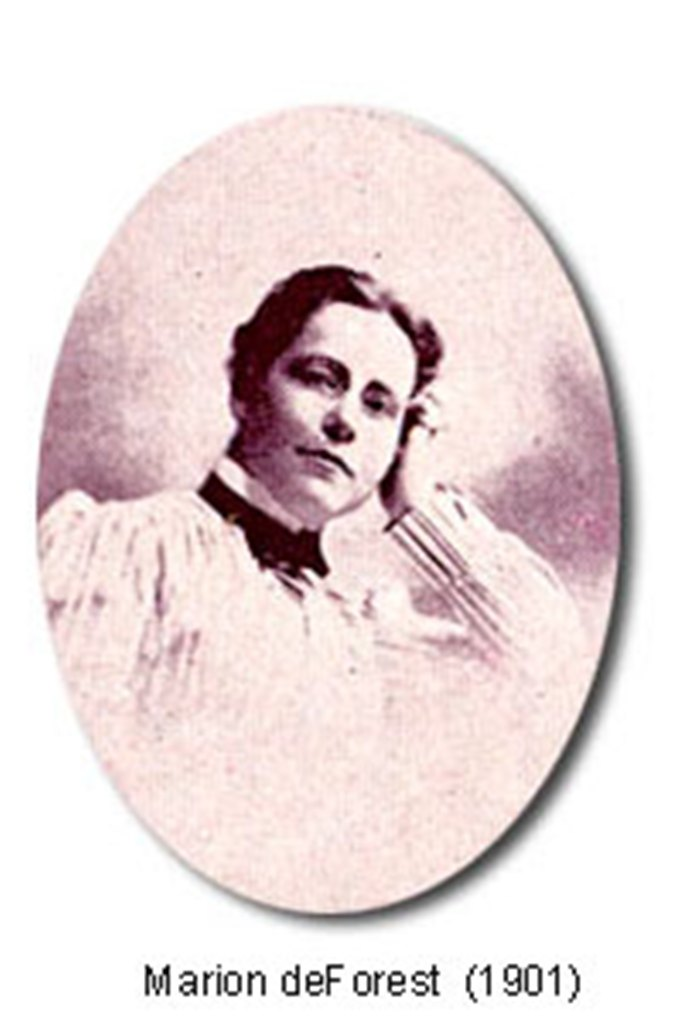
Marian de Forest

Marian de Forest oder Marian deForest (geboren am 27. Februar 1864 in Buffalo; gestorben am 17. Februar 1935 ebenda) war eine amerikanische Journalistin und Dramatikerin. Sie war zudem eine wichtige und bekannte Vertreterin der progressiven Frauenbewegung in den Vereinigten Staaten und Mitgründerin von Zonta (später Zonta International), einer Dienstleistungsorganisation für weibliche Fachkräfte. 2001 wurde sie in die National Women’s Hall of Fame aufgenommen.

## Leben und Werk
Marian de Forest wurde 1864 als Tochter von Cyrus H. und Sarah Germain Sutherland deForest geboren. Aufgrund einer Augenverletzung bekam sie als Jugendliche Privatunterricht, später schloss sie ihre Ausbildung 1884 am Buffalo Seminary ab, danach wurde sie eine der ersten Reporterinnen im westlichen New York State und schrieb für The Buffalo Express, heuteThe Buffalo Evening News, wo sie 20 Jahre lang Kritikerin und Redakteurin der Frauenabteilung war. Danach wurde sie Stadtredakteurin für die The Buffalo Commercial. Während der Pan-American Exposition in Buffalo im Jahr 1901 war sie Executive Secretary des Board of Women Managers.

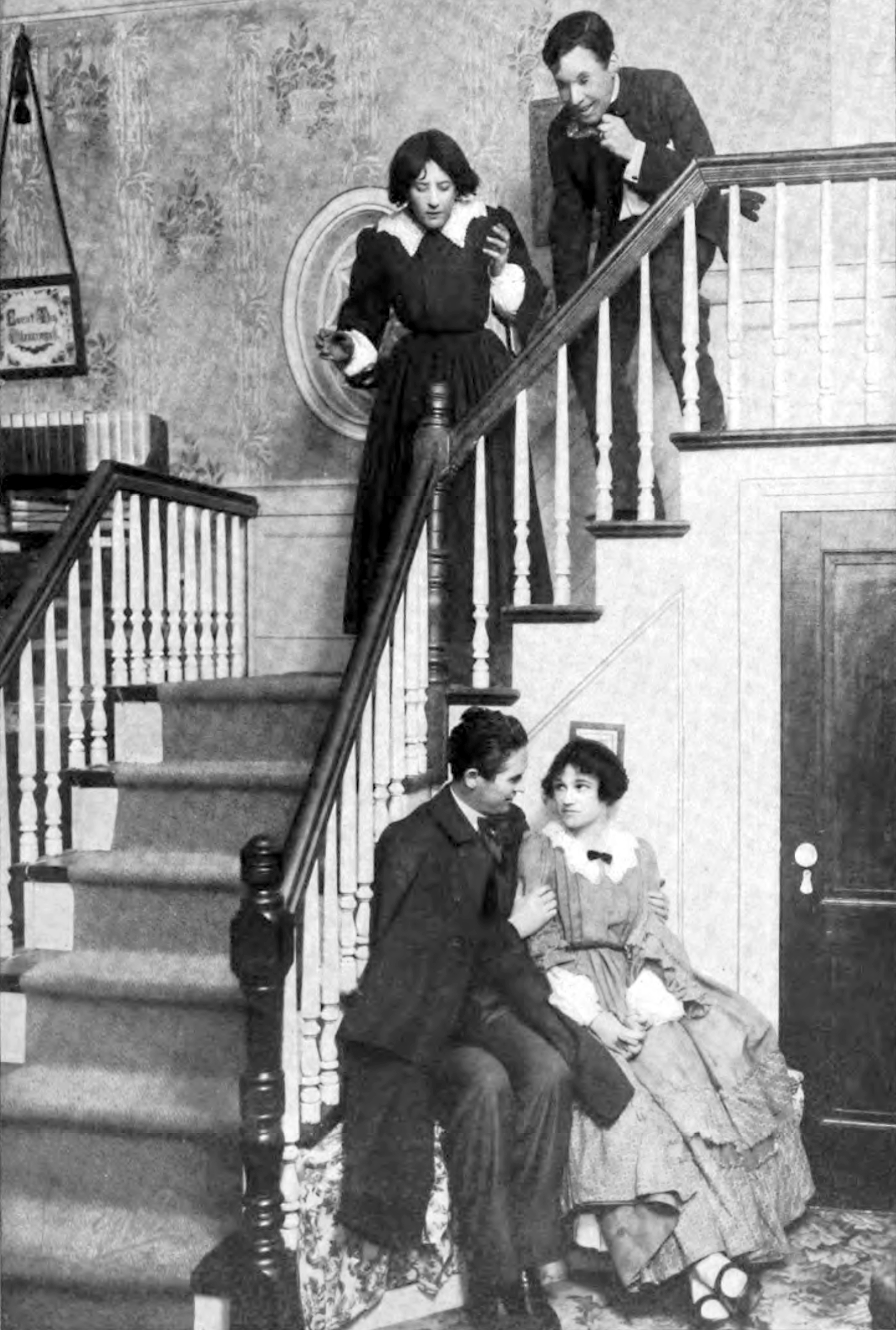
Aufführung von Little Women am Broadway, 1913

Neben ihrer Reportertätigkeit schrieb sie Theaterstücke und unterstützte die Rolle der Frau im Theater. Bekannt wurde ihre Theaterumsetzung des Romans Little Women der amerikanischen Schriftstellerin Louisa May Alcott von 1868/1869, die sie 1911 schrieb. Das Stück wurde am Broadway gespielt und die Schauspielerin Katharine Cornell begann mit ihm ihre Karriere 1919 am New Theatre in London ihre Karriere. Einige ihrer weiteren Stücke sind Erstwhile Susan, Mr. Man und eine Reihe von unveröffentlichten Werken. Mit Zona Gale arbeitete sie bei der Produktion von Friendship Village an einer Serie mit dem Titel Neighbors für den nationalen Rundfunk WEAF.
Am 8. Januar 1919 gründete sie die Organisation Zonta als „Dienstleistungsorganisation von Frauen in Führungspositionen, die sich für die Verbesserung des rechtlichen, politischen, wirtschaftlichen und beruflichen Status von Frauen weltweit einsetzt“. 1924 war sie Mitbegründerin und erste Leiterin der Buffalo Musical Foundation und spielte eine wichtige Rolle bei der Gründung des Buffalo Philharmonic Orchestra in den frühen 1930er Jahren. Sie war zudem Mitglied im Vorstand der Society for the Prevention of Cruelty to Animals (SPCA) und der Buffalo Public Library.
Marian de Forest starb 1935 im Buffalo General Hospital an einer Krebserkrankung und wurde auf dem Forest Lawn Cemeter bei ihren Eltern begraben. Ihre Dramen befinden sich in der Sammlung des Buffalo History Museum. 2001 wurde sie posthum in die National Women’s Hall of Fame aufgenommen.